# Stapleton (Nebraska)
Stapleton település az Amerikai Egyesült Államok Nebraska államában, Logan megyében, melynek megyeszékhelye is. Lakosainak száma 267 fő (2020. április 1.).

## Népesség
A település népességének változása:

| 2010 | 305 |
| 2020 | 267 |